# مايك سيامون
مايك سيامون (بالإنجليزية: Mike Seamon)‏ (30 أغسطس 1988 في الولايات المتحدة - ) هو لاعب كرة قدم أمريكي في مركز الوسط. لعب مع سياتل ساوندرز وبيتسبورغ ريفرهوندز.

## وصلات خارجية
- مايك سيامون على موقع الدوري الأمريكي (الإنجليزية)
- مايك سيامون على موقع قاعدة بيانات كرة القدم.إي يو (الإنجليزية)
- مايك سيامون على موقع Soccerway.com (الإنجليزية)